# Sanctum Sanctorum (Marvel Comics)
Il Sanctum Sanctorum è un luogo fittizio dei fumetti creato da Stan Lee (testi) e Steve Ditko (disegni) pubblicato dalla Marvel Comics. La sua prima apparizione avviene in Strange Tales (Vol. 1) n. 110 (luglio 1963).
Residenza del Dottor Strange, il Sanctum Sanctorum è situato al 177A di Bleecker Street nel Greenwich Village di New York, indirizzo dove, negli anni sessanta, hanno abitato Roy Thomas e Gary Friedrich. Edificato su un terreno dove sono stati svolti sia riti pagani che cerimonie sciamaniche, nell'Universo Marvel il palazzo è ritenuto il più grande concentrato di fenomeni occulti, esoterici e mistici mai esistito ed è stato il quartier generale dei Difensori e dei Nuovi Vendicatori.

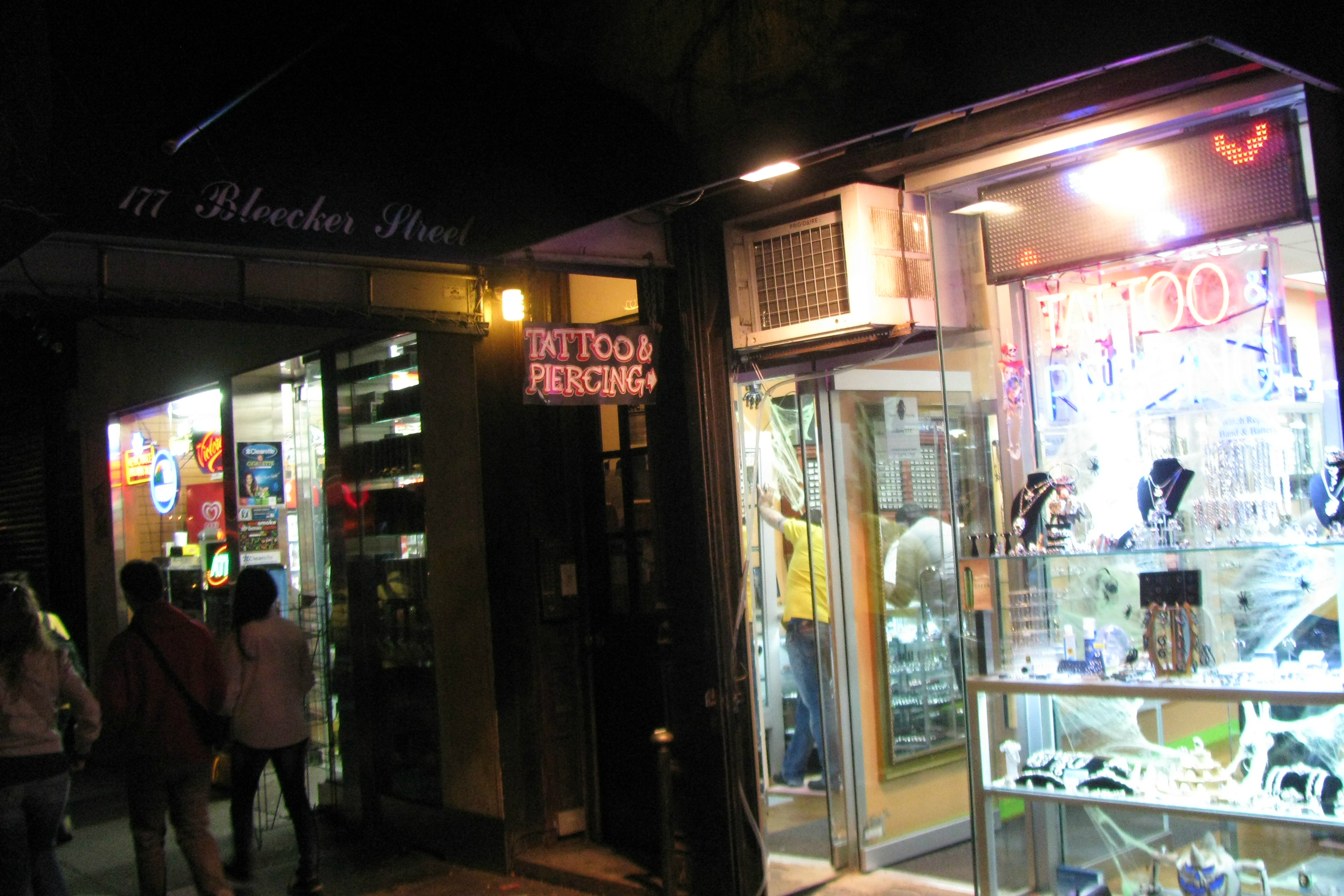
Il vero 177 di Bleecker Street, nel Greenwich Village, il 15 ottobre 2013

Nonostante nel corso degli anni di pubblicazioni la caratterizzazione del Sanctum Sanctorum sia spesso variata, in genere è ritratto come una residenza a tre piani di pietra arenaria in stile vittoriano con una mansarda, un design che richiama l'architettura barocca francese e, sulla facciata anteriore all'ultimo piano, la caratteristica "Finestra dei Mondi" (Window of the Worlds) un'enorme vetrata attraversata dallo stemma dei Vishanti. Internamente l'edificio è molto più spazioso di quanto appaia all'esterno, inoltre mobili, porte, corridoi, e stanze cambiano posizione continuamente dando luogo a una complessa distorsione labirintica di tempo e spazio ma generalmente il primo piano ospita il foyer, il salotto, la biblioteca, il soggiorno, la sala da pranzo e la cucina, al secondo piano ci sono lo studio e le camere da letto di residenti ed ospiti, mentre all'ultimo piano si trovano la stanza della meditazione e quella riservata alla collezione di manufatti magici. Sul retro dello stabile vi è inoltre un piccolo cortile e nelle cantine sono situate la dispensa, la lavanderia e una fornace inoltre, da vari punti della casa è possibile accedere a portali per altre dimensioni.
Grazie ad una serie di incantesimi del Dottor Strange è virtualmente impossibile penetrare nel Sanctum Sanctorum di nascosto o senza permesso.

## Storia
Circa a metà del XV secolo un potente sciamano nativo americano ha maledetto l'allora desertica zona di terra legandovi l'entità del caos Tyanon per impedirle di dilagare nel mondo, negli anni seguenti il luogo è stato sede di varie altre cerimonie sciamaniche e Hanblecheya finché, con la colonizzazione europea, ha iniziato ad essere usata sia come luogo di ritrovo da parte di vari culti pagani che come fossa comune per i detenuti giustiziati a Newgate Prison, il primo penitenziario della neonata New York. Il primo edificio sorto sull'appezzamento di terra, a cavallo tra XVI e XVII secolo, è stato teatro di una serie di sacrifici umani ad opera del proprietario, affiliato a una congrega satanista, per poi venire distrutto in un incendio così come ogni altro palazzo costruitovi nel secolo successivo, tra cui un convento di suore e la tana di un cacciatore di streghe nonché torturatore di immigrati puritano.
Il settimo edificio, sorto più o meno contemporaneamente alla denominazione di Bleecker Street, nel 1808, è stato ben presto abbandonato rimanendo per decenni privo di affittuari a causa della reputazione di "casa infestata" venendo pertanto utilizzato solo brevemente come speakeasy nel corso degli anni venti e dormitorio per beatnik sui primi anni cinquanta prima di venire acquistato dal Dottor Strange, che esorcizza Tyanon e ne fa la sua dimora ribattezzandolo "Sanctum Sanctorum".
Nel corso delle avventure di Strange, il palazzo è stato più volte distrutto ma sempre ricostruito.

## Altre versioni

### Marvel Zombi
In Marvel Zombi i libri sui non morti custoditi nella biblioteca del Sanctum Sanctorum forniscono informazioni vitali ai membri della resistenza, inoltre Wong viene sbranato dalla versione zombie del Dottor Druido mentre si trovava solo nell'edificio.

### Ultimate
Nell'universo Ultimate il Sanctum Sanctorum è la dimora di Stephen Strange, Jr. e le sue difese mistiche sono decisamente meno efficienti di quelle della controparte classica, dato che viene raso al suolo senza difficoltà da un attacco di Hulk e dalle creature di Dormammu.

## Altri media

### Marvel Cinematic Universe
Il Sanctum Sanctorum compare nei film del Marvel Cinematic Universe Doctor Strange (2016), Thor: Ragnarok (2017), Avengers: Infinity War (2018), Avengers: Endgame (2019), Shang-Chi e la leggenda dei Dieci Anelli (2021), Spider-Man: No Way Home (2021) e Doctor Strange nel Multiverso della Follia (2022), oltre ad avere una breve apparizione nella serie televisiva Loki (2021) e al punto di riferimento nel videogioco L'incredibile Hulk (2008).

### Animazione
Nel film d'animazione Dottor Strange - Il mago supremo (2007), il Sanctum Sanctorum è la base operativa dell'Antico a Manhattan, in seguito ereditata da Strange, e custodisce al suo interno il "Nesso di tutte le Realtà".

### Televisione
- Il Sanctum Sanctorum è un luogo ricorrente della serie animata Super Hero Squad Show.
- Nella serie animata Ultimate Spider-Man compare il Sanctum Santorum.
- L'edificio appare nella serie animata Hulk e gli agenti S.M.A.S.H..

### Videogiochi
- Nel videogioco Marvel: La Grande Alleanza, il Sanctum Sanctorum è un quartier generale dei supereroi.
- L'edificio compare nel videogioco Ultimate Spider-Man.
- L'edificio compare in Spider-Man, videogioco sviluppato da Insomniac Games.